# Sota Nakazawa
Pour les articles homonymes, voir Nakazawa.
Sota Nakazawa (中澤 聡太, Nakazawa Sota) est un footballeur japonais né le 26 octobre 1982. Il évolue au poste de défenseur central.

## Palmarès
- Vainqueur de la Ligue des champions de l'AFC en 2008 avec le Gamba Osaka
- Vainqueur de la Coupe du Japon en 2008 et 2009 avec le Gamba Osaka
- Vainqueur de la Coupe de la Ligue japonaise en 2007 avec le Gamba Osaka
- Vainqueur de la Supercoupe du Japon en 2007 avec le Gamba Osaka